# Pocahontas : Une légende indienne
Pour les articles homonymes, voir Pocahontas (homonymie).
Série Classiques d'animation Disney
Le Roi lion
(1994) Le Bossu de Notre-Dame
(1996)
Série Pocahontas
Pocahontas 2
(1998)
Pour plus de détails, voir Fiche technique et Distribution.
Pocahontas : Une légende indienne ou Pocahontas au Québec (Pocahontas) est le 45e long-métrage d'animation et le 33e « Classique d'animation » des studios Disney. Sorti en 1995 et réalisé par Mike Gabriel et Eric Goldberg, il s'inspire d'un des mythes fondateurs de l'Histoire des États-Unis.
Prévu pour être un énorme succès des studios Disney[réf. nécessaire], il est finalement éclipsé par Le Roi lion, sorti l'année précédente.
Les principaux thèmes du film sont la critique des ravages de la colonisation et de l'ethnocentrisme, en particulier européen, le respect de la nature et l'appel à la tolérance. Et malgré les critiques, le film arrive à être un succès commercial.
Le film a fait l'objet d'une suite, sortie directement en vidéo en 1998 : Pocahontas 2 : Un monde nouveau.

## Synopsis
En 1607, un navire anglais transportant des colons de la Virginia Company fait voile vers l'Amérique du Nord à la recherche d'or et de richesses diverses. Sur le navire, les dirigeants sont le capitaine John Smith et le gouverneur John Ratcliffe. Un jour, un orage éclate, et Smith sauve la vie d'un jeune colon inexpérimenté du nom de Thomas quand ce dernier passe par-dessus bord.
Sur le « Nouveau Monde », Pocahontas est la fille du chef Powhatan et apprend que son père veut la marier à Kocoum, un de ses meilleurs guerriers de leur tribu. Pocahontas ne veut pas de ce mariage forcé, trouvant cet homme trop sévère et trop sérieux. Elle demande son avis à l'esprit d'un arbre nommé Grand-Mère Feuillage. Celle-ci dit à Pocahontas d'écouter son cœur.
Les colons britanniques débarquent en Virginie et commencent à creuser afin de trouver de l'or sous les ordres de Ratcliffe. John Smith explore le territoire et rencontre Pocahontas. Passant du temps ensemble, la jeune femme apprend à l'explorateur à regarder le monde d'une manière différente et ne pas considérer son peuple comme des « sauvages ». Au camp britannique, les guerriers de Powhatan et les Anglais s’affrontent, et l'un des aborigènes est blessé. Ceux-ci se replient ; Powhatan déclare que les hommes blancs sont dangereux et que personne ne doit s'en approcher.
Quelques jours plus tard, John et Pocahontas se réunissent à nouveau, et le jeune homme apprend qu'il n'y a pas d'or dans le pays. Ils conviennent de se réunir encore dans une clairière devant Grand-Mère Feuillage cette nuit-là. Lorsque Pocahontas retourne dans son village, elle constate que les guerriers des régions voisines sont arrivés pour aider Powhatan dans sa lutte contre les colons blancs. Revenant au camp britannique, John dit à Ratcliffe qu'il n'y a pas d'or dans le pays. Ratcliffe ne le croit pas, pensant que les autochtones l'ont caché afin de le garder pour eux-mêmes.
Cette nuit-là, une amie de Pocahontas, Nakoma, la surprend en train de partir furtivement et en informe Kocoum. Pendant ce temps, John se glisse hors du fort, et Ratcliffe ordonne à Thomas de le suivre. Pocahontas et John se rendent dans la clairière où Grand-Mère Feuillage tente de convaincre John de parler au chef Powhatan. Quand il accepte, Pocahontas est tellement ravie qu'elle met ses bras autour du cou de John. Kocoum et Thomas assistent à la scène et regardent les ombres de John et Pocahontas s'embrasser. Kocoum, jaloux, surgit de sa cachette en poussant un cri de guerre et tente de tuer John ; mais Thomas intervient et tue Kocoum d’un coup de fusil. Entendant venir des voix, John dit à Thomas de courir. Un groupe d'autochtones fait prisonnier John, pensant qu'il est le meurtrier ; Powhatan annonce que John sera exécuté à l'aube, avant que la guerre contre les colons ne commence.
Thomas rentre au fort et annonce la capture de John. Ratcliffe y voit une occasion d'attaquer les « sauvages » ; ils arrivent au moment même où John est sur le point d'être exécuté. Avant que Powhatan n'abatte sa masse sur la tête du prisonnier, Pocahontas se jette sur l'Anglais et dit à son père que s'il veut le tuer, il devra la tuer avant.
Powhatan lui demande de s'écarter, mais elle refuse, lui disant que John est l'homme avec lequel elle a choisi de passer le reste de sa vie. Elle dit à son père de regarder tous les guerriers autour de lui et que la bataille qu'il voulait entamer contre les Britanniques était le chemin de la haine et de la violence. Après avoir réfléchi aux propos de Pocahontas, Powhatan abaisse sa masse et annonce que s'il faut encore voler des vies, cela ne commencera pas avec lui. Les colons et les autochtones baissent leurs armes à leur tour. Powhatan demande que John soit libéré. Voyant ce moment qu'il juge comme étant de la faiblesse de la part de leurs adversaires, Ratcliffe ordonne aux colons de faire feu, mais ils refusent. Ratcliffe saisit un fusil et vise Powhatan. John le voit et saute devant le chef autochtone. La balle frappe John dans l'estomac et il tombe à terre. Les colons se ruent sur Ratcliffe, le capturent et décident de le renvoyer en Angleterre en espérant qu'il soit jugé de haute trahison.
John survit à sa blessure mais il doit retourner en Angleterre pour suivre un traitement médical approprié, faute de quoi il mourra. Alors qu'il est sur le point d'être transporté sur le navire, John demande aux colons d’attendre l'arrivée de Pocahontas, car celle-ci avait promis de venir. Au même moment, tous les Anglais la voient arriver elle et son peuple, portant des paniers de nourriture pour leur retour à Londres. Pocahontas va vers John et lui donne un sac rempli de l’écorce de Grand-Mère Feuillage, en lui disant que cela devrait l'aider à lutter contre sa douleur. Powhatan vient vers eux et enlève sa cape. Il en recouvre John, lui dit qu'il sera toujours le bienvenu parmi eux, le remercie ensuite pour son héroïsme et le traite alors comme son frère. John demande alors à Pocahontas de rentrer avec lui en Angleterre. Elle regarde son père ; ce dernier lui dit qu'elle doit choisir son chemin.
Pocahontas dit à John qu'elle appartient à son peuple et qu'il a besoin d’elle. John l'informe alors qu'il va rester ici à ses côtés, mais Pocahontas lui dit qu'il faut qu'il parte ; pour qu'il guérisse et qu'ils aient l'espoir de se revoir un jour. John avoue qu'il ne peut pas la quitter et Pocahontas lui dit que quoi qu'il se passe, elle sera toujours avec lui. Les deux amants s'embrassent et se tiennent la main jusqu'à ce que les colons emmènent John sur le bateau. Les amarres du navire ayant été larguées, Pocahontas court vers une falaise. La voyant, John lui dit au revoir à la façon locale, comme la jeune femme le lui a montré, et celle-ci lui renvoie son salut. Tous deux sont alors séparés.

## Fiche technique
- Titre original et québécois : Pocahontas
- Titre français : Pocahontas : Une légende indienne
- Réalisation : Mike Gabriel et Eric Goldberg
- Scénario : Carl Binder, Susannah Grant et Philip LaZebnik, assistés de Tom Sito (supervision), Ed Gombert, Glen Keane, Burny Mattinson, Joe Grant, Ralph Zondag, Kaan Kalyon, Francis Glebas, Robert Gibbs, Bruce Morris, Tod Kurosawa, Chris Buck et Duncan Marjoribanks
- Direction artistique : Michael Giaimo
- Conception des personnages : Vance Gerry
- Décors : Cristy Maltese (supervision)
- Animation :
  - Supervision : Glen Keane, John Pomeroy, Duncan Marjoribanks, Nik Ranieri, Ruben Aquino, Ken Duncan, Chris Buck, Daniel T. Hofstedt, David Pruiksma, Anthony Derosa, Michael Cedeno
  - Animation des personnages : Mark Henn, Pres Antonio Romanillos, Randy Haycock, Michael Show, Tom Bancroft, Bob Bryan, Trey Finney, Aaron Blaise, Doug Krohn, Ken Hettig, Brad Kuha, Tom Gately, Gilda Palinginis, John Ripa, Ralf Palmer, Eric Walls, Joe Haidar, Richard Bazley, Ron Husband, Dave Kupczyk, David A. Zaboski, Jean Morel, Gary Perkovac, Michael Swofford, William Recinos, Bill Waldman, Philip Morris, Doug Frankel, Teresa Martin, Mark Koetsier, Chris Sauve, Ken Boyer, Brian Ferguson, Raul Garcia, Dave Kuhn, Steven P. Gordon, James Young Jackson, Gregory S. Manwaring, Anthony Wayne Michaels, Craig R. Maras, Chris Wahl, Broose Johnson, Larry White, David Burgess, James Lopez, Rejean Bourdages, Barry Temple, Kent Hammerstrom, Tim Allen, Geefwee Boedoe, D. Anthony Wawrzaszek, Branko Mihanovic, Travis Blaise, Ellen Woodbury
- Effets spéciaux : Don Paul (supervision), Dorse A. Lanpher
- Animation numérique : Steve Goldberg (supervision) avec la participation de Pixar
- Montage : H. Lee Peterson, assisté de Mark Hester (supervision film), Kathleen Fogarty-Bennett (supervision musique)
- Musique : Stephen Schwartz (paroles) et Alan Menken (musique)
- Production : Traci Tolman Mars
  - Producteur associé : Baker Bloodworth
  - Producteur délégué : James Pentecost
- Société de production : Walt Disney Pictures
- Société de distribution : Buena Vista Pictures Distribution
- Budget : 55 millions $
- Pays d'origine : États-Unis
- Langue originale : anglais
- Format : couleur - 1,66:1 (1,85:1 étendu) / 4:3 - Dolby Stéréo
- Genre : aventure et comédie musicale
- Durée : 81 minutes
- Dates de sortie :
  -  États-Unis et  Canada : 16 juin 1995 (avant-première), 23 juin 1995 (sortie nationale)
  -  France : 8 novembre 1995 (en exclusivité au Grand Rex)[3], 22 novembre 1995

 (sortie nationale)

## Distribution

### Voix originales
- Irene Bedard : Pocahontas
- Mel Gibson : John Smith
- Judy Kuhn : Pocahontas (chant)
- David Ogden Stiers : Governor Ratcliffe (Gouverneur Ratcliffe) / Wiggins
- John Kassir : Meeko
- Russell Means : Powhatan
- Christian Bale : Thomas
- Linda Hunt : Grandmother Willow (Grand-mère Feuillage ou Grand-mère Saule au Québec)
- Danny Mann : Percy
- Billy Connolly : Ben
- Joe Baker : Lon
- Frank Welker : Flit
- Gordon Tootoosis : Kekata
- Jim Cummings : Powhatan (voix chantée) / Kekata (voix chantée) / Wise Man / Voix additionnelles[4]
- Michelle St. John : Nakoma
- James Apaumut Fall : Kocoum

### Voix françaises
- Mathilda May : Pocahontas
- Laura Mayne : Pocahontas (chant)
- Judith Bérard : Pocahontas (chant-bande annonce uniquement)
- Michel Papineschi : John Smith
- Olivier Constantin : John Smith (chant)
- Raymond Gérôme : Gouverneur Ratcliffe
- Patrick Rocca : Gouverneur Ratcliffe (chant)
- Élie Semoun : Wiggins
- John Kassir : Meeko
- Michel Bardinet : Powhatan
- Jacques Mercier : Powhatan (chant)
- Bruno Choël : Thomas
- Annie Cordy : Grand-mère Feuillage
- Danny Mann : Percy
- Marc Alfos : Ben
- Georges Aubert : Lon
- Frank Welker : Flit
- Yumi Fujimori : Nakoma
- Tanguy Goasdoué : Kocoum
- André Valmy : Kekata
- Jacques Frantz : un garde
- Karine Costa : Voix du vent
- Noam et Mimi Félixine : Solistes (Notre Histoire d'Amour)

Scène ajoutée lors de la sortie en DVD : 
- Marielle Hervé : Pocahontas (chant + dialogues ajoutés)
- Olivier Constantin : John Smith (chant + dialogues ajoutés)    [5]

### Voix québécoises
- Lisette Dufour : Pocahontas
- Daniel Picard : John Smith
- Stéphanie Martin : Pocahontas (chant)
- Robin Vaillancourt : John Smith (chant)
- Ronald France : Gouverneur Ratcliffe
- José Paradis : Gouverneur Ratcliffe (chant)
- Marc Béland : Wiggins
- Daniel Scott : Wiggins (chant)
- Hubert Fielden : Powhatan
- Michel Comeau : Powhatan (chant)
- Louise Turcot : Grand-mère Saule
- Catherine Léveillé : Grand-mère Saule (chant)
- Jacques Lussier : Thomas
- Camille Cyr-Desmarais : Nakoma
- James Hyndman : Kocoum
- Pierre Auger : Ben
- Yves Massicotte : Lon
- Serge Bossac : Kekata

## Chansons du film
- Virginie compagnie ou La Compagnie de la Virginie au Québec (The Virginia Company) - Chœurs
- Virginie compagnie (reprise) - Smith & Chœurs
- Au son calme des tam-tams ou Au rythme constant des tambours au Québec (Steady as the Beating Drum) - Chœurs
- Au son calme des tam-tams (reprise) - Powhatan
- Au détour de la rivière ou Au-delà de la rivière au Québec (Just Around the Riverbend) - Pocahontas
- Écoute ton cœur ou Écoute dans ton cœur au Québec (Listen With Your Heart) - Voix du vent, Grand-mère Feuillage
- L'Or de Virginie ou Moi, moi, moi au Québec (Mine, Mine, Mine) - Ratcliffe, Wiggins, John Smith & Chœurs
- Écoute ton cœur (reprise) - Voix du vent, Grand-mère Feuillage
- L'Air du vent ou Les Couleurs du vent au Québec (Colors of the Wind) - Pocahontas
- Si je ne t'avais connu ou Que serait la vie sans toi? au Québec (If I never knew you) Séquence ajoutée en 2005 - John Smith & Pocahontas
- Des sauvages (Savages) - Ratcliffe, Powhatan, Kekata & Chœurs
- Des sauvages (reprise) - Pocahontas, Powhatan, Ratcliff & Chœurs
- Si je ne t'avais connu Séquence ajoutée en 2005 - John Smith & Pocahontas
- L'Air du vent (générique de fin) - Native
- Notre histoire d'amour (générique de fin) (If I Never Knew You) - Noam & Mimi Félixine

## Production
Pocahontas est le premier long métrage d'animation Disney qui soit consacré à un personnage historique américain. En effet, l'Amérindienne Pocahontas a bel et bien existé, mais sa véritable histoire est, pour ce que l'on en sait, assez éloignée de ce que raconte le film. (Pour commencer, Pocahontas n'avait que onze ou douze ans lorsqu'elle sauva le capitaine John Smith et il n'a jamais été prouvé qu'ils aient eu une relation amoureuse.)
La composition musicale d'Alan Menken a été fortement remarquée, notamment avec les chansons Just around the Riverbend et Colors of the Wind.
Les directeurs artistiques se sont de nombreuses fois déplacés à Jamestown en Virginie et ont réalisé de nombreuses recherches sur la période coloniale afin de définir le style et l'aspect du film. Leurs recherches artistiques les ont poussés à utiliser une forte imagerie verticale (forêts de Virginie) et horizontale (plaines de Virginie). Les recherches historiques ont amené les artistes à consulter des conteurs et spécialistes de la culture Powhatan. Le drapeau britannique montré lors du film est exact à la date du film (1607) à l'exception du moment où le gouverneur débarque sur le sol américain, puisqu'apparaît la croix de Saint-Patrick rouge qui ne fait partie de l'Union Jack que depuis 1801[réf. nécessaire].
Les character designers du film prirent le parti de donner à Pocahontas les traits et la plastique du mannequin Naomi Campbell. De leur côté, les scénaristes du film inventèrent une Pocahontas écologiste, volontaire et physiquement attirante, rompant ainsi avec une très longue tradition Disney selon laquelle un personnage principal féminin se devait d'être dénué de sensualité. Par ailleurs, les animaux apparaissant dans l'histoire ne sont pas, comme le veut une autre tradition Disney, des faire-valoirs parlants.
Pocahontas et Le Roi lion ayant été développés en parallèle, de nombreux animateurs préférèrent travailler sur Pocahontas, ne croyant pas que Le Roi lion puisse avoir du succès. À l'origine, les personnages animaliers (Percy, Flit et Redfeather) étaient supposés parler, tout comme dans les films d'animation précédents de Disney. Cependant, cette facette fut abandonnée quand les réalisateurs penchèrent vers un traitement plus réaliste de l'histoire. En effet, la dinde nommée « Redfeather », fut supprimée et remplacée par Meeko. Dans la toute première version du script le rôle de Grand-mère Feuillage avait été écrit pour un homme de caractère qui était l'Esprit de la rivière, nommé Old Man River en VO. La chanson Au détour de la rivière fut même écrite pour être chantée par celui-ci.
Les animateurs travaillant sur le film considérèrent Pocahontas comme étant l'un des films d'animation les plus difficiles jamais produits par le studio. Les modèles de couleurs complexes, les formes angulaires et les expressions du visage reflètent bien les cinq années de production. Le dur travail fut toutefois récompensé. Pocahontas elle-même est aujourd'hui fréquemment citée comme étant l'un des plus beaux et réaliste personnage animé du répertoire de Disney[réf. nécessaire].
Par ailleurs, Pocahontas est le premier film où l'on peut entendre Mel Gibson chanter.

## Sortie et accueil
La première de Pocahontas a été l'occasion d'un événement se déroulant à Central Park, New York le 10 juin 1995. Avec plus de 100 000 personnes y assistant, il détient le record de la plus grande première de film en extérieur. Elle a été organisée sous la direction de Dick Cook. Une émission télévisée promotionnelle Pocahontas: The Musical Tradition Continues a été diffusée le 20 juin 1995.
Une comédie musicale titrée The Spirit of Pocahontas a été créée pour les parcs à thèmes Disney
- au Fantasyland Theater de Disneyland du 3 janvier 1995 au 4 septembre 1997[8]
- aux Disney-MGM Studios du 3 janvier 1995 au 24 février 1996[8]
- sous le nom de Pocahontas, le spectacle au Parc Disneyland de novembre 1995 au 29 août 1998

Un jeu vidéo Pocahontas est sorti en 1996 sur Gameboy et Megadrive.

### Critiques
Pocahontas : Une légende indienne a reçu des critiques généralement mitigées de la part des critiques. Le site Rotten Tomatoes indique que 56 % des critiques ont attribué une critique positive au film, basée sur 55 critiques, avec un score moyen de 5,9⁄10. Le consensus du site indique que "Pocahontas signifie bien et qu'il a des moments d'une beauté saisissante, mais que c'est en grande partie un effort fade et sans inspiration, avec des tracés inégaux et un manque regrettable d'amusement. Sur Metacritic ont calculé un score de 58⁄100 basé sur 23 avis, indiquant "avis mitigés ou moyen".

### Box-office
| Pays ou région    | Box-office        | Date d'arrêt du box-office | Nombre de semaines |
| ----------------- | ----------------- | -------------------------- | ------------------ |
| États-Unis Canada | 141 579 773 $     | 22 janvier 2015            | 13                 |
| France            | 5 656 757 entrées | -                          | -                  |
| Total mondial     | 346 079 773 $     | -                          | -                  |

## Distinctions

### Récompenses
- 68e cérémonie des Oscars :
  - Meilleure musique de film (Alan Menken et Stephen Schwartz)
  - Meilleure chanson originale (Alan Menken et Stephen Schwartz pour Colors of the Wind)
- Grammy Award :
  - Meilleure chanson (Alan Menken et Stephen Schwartz pour Colors of the Wind)
- Golden Globe :
  - Meilleure chanson originale (Alan Menken et Stephen Schwartz pour Colors of the Wind)

### Nominations
- Golden Globe :
  - Meilleure musique de film (Alan Menken)

## Analyse
La représentation des Amérindiens dans le film a été jugée offensante pour les premiers concernés . La véritable histoire de Pocahontas est beaucoup plus tragique que celle présentée par le premier film de Disney, toutefois, le film critique à sa manière plusieurs aspects de la colonisation européenne des Amériques.

### Des Sauvages
L'eurocentrisme des colons anglais est ainsi clairement abordé avec leur discours dans la chanson Des Sauvages :

« Il n'y a rien à faire, avec ces païens d'Indiens !
C'est une race de vipères, de bons à rien !
Il faut tuer ces bêtes, d'une balle dans la tête,
La vermine, moi, je l'extermine ! »
« Des sauvages, des sauvages ...
Chassons ces païens !
Puisqu'ils ne sont pas blancs,
Ils sont forcément méchants ! »
« Tous des sauvages, des sauvages ...
Commençons le carnage »
« Tous des sauvages, des sauvages...
Démons ! Satans !
Qu'ils crèvent !
Des sauvages, des sauvages...
Moi, je les veux tous morts !...
Détruisons cette race,
Qu'il n'en reste aucune trace ! »

Dans cette chanson, les visages des Amérindiens prennent une teinte bleue-blanche, et ceux des colons une teinte rouge. Les deux camps sont donc sujets à la peur et aveuglés par des préjugés. Si de leur côté les Amérindiens dénoncent la violence des colons, « Ils sèment la mort sans remords ! [...] Des tueurs sans cœur ! », et leur cupidité « L'homme blanc est un démon. Le seul dieu qu'il adore encore, C'est l'or ! », ils finissent par chanter à l'unission avec les colons pour appeler à l'extermination réciproque : « Tous ces chiens vont mourir ! [...] Nous laisserons leurs cadavres pourrir ! ».
Il est à noter que les doublages québécois et espagnol offrent une version très nettement édulcorée des paroles, tandis que la version française est plus crue que la version en anglais.

### L'Air du vent
On retrouve également l'eurocentrisme dans les paroles de la chanson L'Air du vent :

« Pour toi, je suis l'ignorante sauvage »
« Tu crois que la Terre t'appartient toute entière »
« Pour toi l'étranger ne porte le nom d'Homme que s'il te ressemble et pense à ta façon ».
Et cette fois-ci la version québécoise n'est que légèrement allégée.